# جيمس روجرز أرمسترونغ
جيمس روجرز أرمسترونغ هو سياسي كندي، ولد في 17 أبريل 1787، وتوفي في 1856.